# Zubin Potok
Zubin Potok (in albanese Zubin Potoku; in serbo Зубин Поток?, Zubin Potok) è una città del Kosovo, nel Distretto di Kosovska Mitrovica.

## Geografia antropica

### Suddivisioni amministrative
La municipalità si divide nei seguenti villaggi:
Babiće, Babudovica, Banja, Bojnoviće, Brnjak, Bube, Burlate, Velika Kaludra, Velji Breg, Vitakovo, Vojmisliće, Vrba, Vukojeviće, Vukosavljeviće, Gazivode, Gornje Varage, Gornji Jasenovik, Gornji Strmac, Dobroševina, Donje Varage, Donji Jasenovik, Dragalica, Drainoviće, Dren, Žarevi, Zagrađe, Zagulje, Zečeviće, Zubin Potok, Zupče, Jabuka, Jagnjenica, Junake, Kijevce, Klečke, Kobilja Glava, Kovače, Kozarevo, Kopiloviće, Krligate, Ledenik, Lučka Reka, Mala Kaludra, Međeđi Potok, Oklace, Padine, Paruci, Prevlak, Prelez, Preseka, Pridvorica, Rančiće, Rezala, Rujište, Tušiće, Ugljare, Crepulja, Čabra, Čečevo, Češanoviće, Čitluk, Šipovo e Štuoce.